# Ronde van Turkije 2008
De Ronde van Turkije 2008 (Turks: 2008 Cumhurbaşkanlığı Türkiye Bisiklet Turu) was de 44e editie van deze wielerwedstrijd die als meerdaagse koers werd verreden van zondag 13 tot en met zondag 20 april in Turkije. Deze wedstrijd maakte deel uit van de UCI Europe Tour 2008.

## Deelnemende ploegen
Er namen 25 teams deel aan deze editie.
| 5 UCI-World Tour-ploegen | 8 UCI Pro-ploegen               | 9 UCI Continental-ploegen       | 3 Landenploegen |
| Saunier Duval-Scott      | PSK Whirlpool-Author            | Tyrol-Team Radland Tirol        | Turkije         |
| Lampre                   | CSF Group-Navigare              | AC Sparta Praha                 | Ierland         |
| Astana                   | Mitsubishi-Jartazi              | Team Ista                       | Nederland       |
| Silence-Lotto            | Benfica                         | Cosmote Kastro                  |                 |
| Team Milram              | Extremadura                     | Centri della Calzatura Partizan |                 |
|                          | Karpin-Galicia                  | Hadimec AG                      |                 |
|                          | NGC Medical-OTC Industria Porte | Atlas-Romer's Hausbäckerei      |                 |
|                          | Diquigiovanni-Androni           | Steg Computer-CKT Cogeas        |                 |
|                          |                                 | Brisa Bisiklet Takımı           |                 |

## Etappe-overzicht
| Etappe | Datum         | Startplaats | Finishplaats | Afstand  | Winnaar etappe      | Leider klassement |
| ------ | ------------- | ----------- | ------------ | -------- | ------------------- | ----------------- |
| 1      | 13 april 2008 | Istanbul    | Istanbul     | 76,2 km  | Grégory Rast        |                   |
| 2      | 14 april 2008 | İzmir       | Kuşadası     | 132,7 km | Alessandro Petacchi |                   |
| 3      | 15 april 2008 | Kuşadası    | Bodrum       | 165,9 km | Mirco Lorenzetto    |                   |
| 4      | 16 april 2008 | Bodrum      | Marmaris     | 166,8 km | Matteo Priamo       |                   |
| 5      | 17 april 2008 | Marmaris    | Ölüdeniz     | 177,7 km | Filippo Savini      |                   |
| 6      | 18 april 2008 | Kalkan      | Finike       | 100,1 km | Matteo Priamo       |                   |
| 7      | 19 april 2008 | Finike      | Antalya      | 115,8 km | Alessandro Petacchi |                   |
| 8      | 20 april 2008 | Antalya     | Antalya      | 136,6 km | Maximiliano Richeze |                   |

## Eindstand

### Algemeen klassement
| Ronde van Turkije 2009 |                      |                       |           |
| Plaats                 | Naam                 | Ploeg                 | Tijd      |
| Lichtblauwe trui       | David García Dapena  | Karpin-Galicia        | 25u40'41" |
| 2                      | José Alberto Benítez | Saunier Duval-Scott   | + 00' 18" |
| 3                      | Pieter Jacobs        | Silence-Lotto         | z.t.      |
| 4                      | Gustavo César        | Karpin-Galicia        | + 00' 21" |
| 5                      | Danail Petrov        | Benfica               | + 01' 38" |
| 6                      | Assan Bazayev        | Astana                | + 08' 54" |
| 7                      | Gabriele Missaglia   | Diquigiovanni-Androni | + 08' 56" |
| 8                      | Dries Devenyns       | Silence-Lotto         | + 09' 11" |
| 9                      | Josu Mondelo         | Extremadura           | + 09' 23" |
| 10                     | David Cañada         | Saunier Duval-Scott   | + 09' 38" |

### Puntenklassement
| Plaats      | Naam          | Ploeg              | Punten |
| ----------- | ------------- | ------------------ | ------ |
| Groene trui | Assan Bazayev | Astana             | 49     |
| 2           | Matteo Priamo | CSF Group-Navigare | 39     |
| 3           | Pieter Jacobs | Silence-Lotto      | 39     |

### Bergklassement
| Plaats    | Naam                 | Ploeg                           | Punten |
| --------- | -------------------- | ------------------------------- | ------ |
| Rode trui | José Alberto Benítez | Saunier Duval-Scott             | 26     |
| 2         | David García Dapena  | Karpin-Galicia                  | 13     |
| 3         | Luca Zanasca         | Centri della Calzatura Partizan | 12     |

### Sprintklassement
| Plaats     | Naam                   | Ploeg               | Punten |
| ---------- | ---------------------- | ------------------- | ------ |
| Witte trui | Christoph Menchenmoser | Team Ista           | 10     |
| 2          | Josu Mondelo           | Extremadura         | 5      |
| 3          | Gabriele Missaglia     | Saunier Duval-Scott | 3      |

2000 ·
2001 ·
2002 ·
2003 ·
2004 ·
2005 ·
2006 ·
2007 ·
2008 ·
2009 ·
2010 ·
2011 ·
2012 ·
2013 ·
2014 ·
2015 ·
2016 ·
2017 ·
2018 ·
2019 ·
2020 ·
2021 ·
2022 ·
2023 · 2024